# 칼바

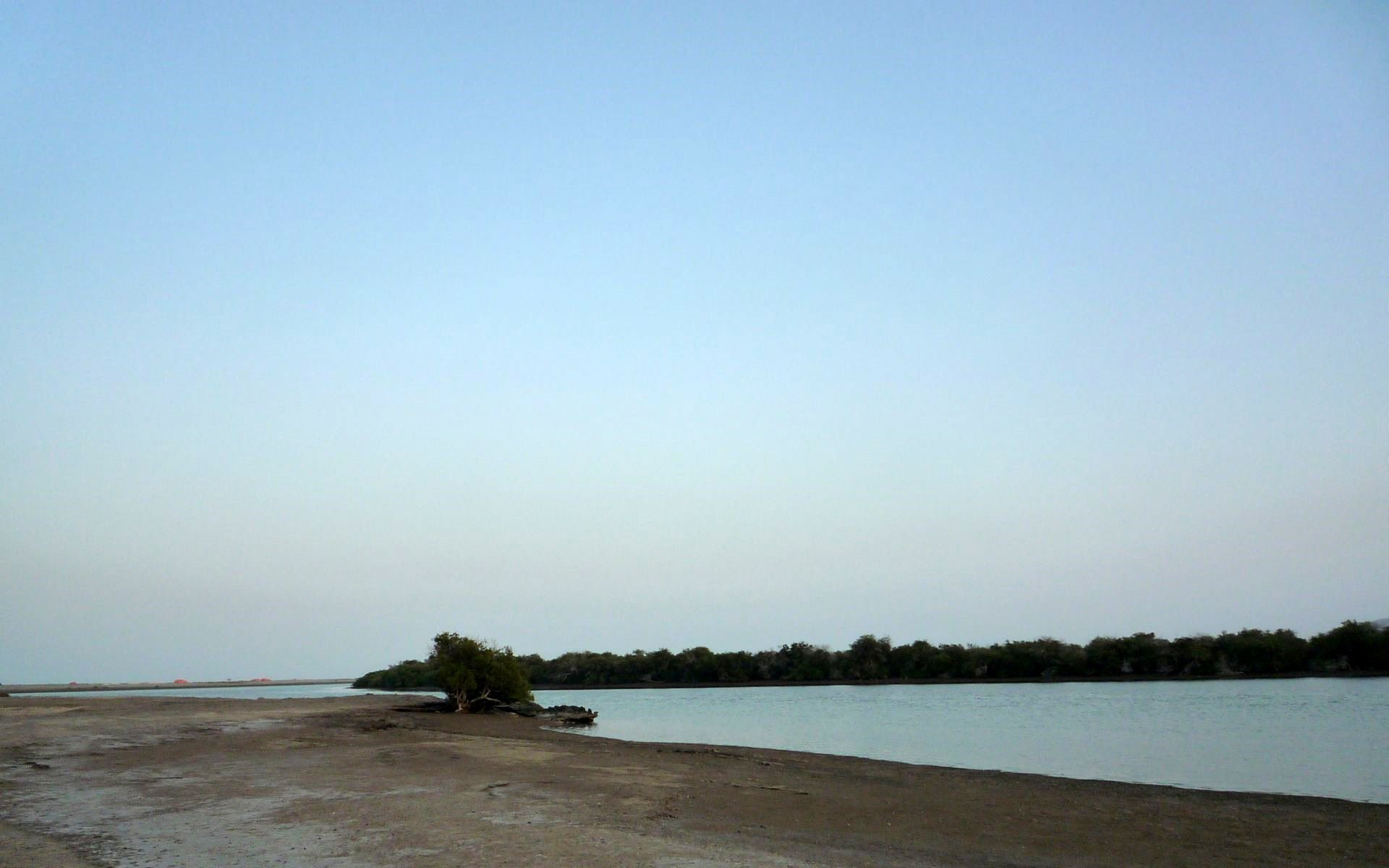
칼바

칼바(아랍어: كلباء)는 아랍에미리트 샤르자 토후국에 위치한 도시이다. 오만만과 접한 월경지로서 북쪽으로는 오만, 남쪽으로는 푸자이라 토후국과 접한다.
16세기 포르투갈에 정복된 뒤부터 문헌에 등장했다. 1936년에는 샤르자 토후국에서 분리되어 신설된 칼바 토후국을 구성했지만 1951년에 다시 샤르자 토후국에 편입되었다. 천연보호구역, 맹그로브 습지로 유명한 곳이다.

## 같이 보기
- 샤르자 토후국
- 샤르자